# ディオニュシウス (ローマ教皇)
ディオニシウス（Dionysius, 200年 - 268年12月26日）は、ローマ教皇（在位：259年7月22日 - 268年12月26日）。

## 生涯
おそらくギリシャの生まれだが、確かではない。258年に殉教したシクストゥス2世を継いで教皇となった。キリスト教徒が直面していた迫害によって新教皇の選出は困難だったため、教皇座は1年近く空席になっていた。迫害がおさまり始めると、ディオニシウスはローマ教皇に就いた。迫害を主導した皇帝ウァレリアヌスはペルシアのシャープール1世に捕らえられ260年に殺された。新皇帝ガリエヌスは信仰寛容令を発し、迫害を終わらせ教会を合法化した。ディオニシウスは混乱に陥っていたローマ教会の再建を背負った。
サベリウス主義に関して、サベリウスの郷里キュレナイカ地方で論争が生じ、サベリウス派と反サベリウス派の双方がアレクサンドリア司教ディオニュシオスに訴えを起こした。アレクサンドリア司教はサベリウス派を論駁し、御父と御子との区別を強調する手紙を書き送った。これを受け取ったキュレナイカの人々はローマ司教のディオニシウスにアレクサンドリア司教ディオニュシオスを訴えた。ローマのディオニシウスは会議を開いて検討し訴えを却下し、その旨を手紙にしてキュレナイカの人々とアレクサンドリア司教のディオニュシオスに書き送った。
ディオニシウスは、ゴート人の襲撃により荒廃したカッパドキアの教会に多額の金を送り、教会を再建させ捕虜の身代金を払った。303年まで続く信仰寛容令によって、教会は秩序と平和が保たれ、ディオニシウスは殉教せずに死んだ最初の教皇となった。